# Fotografija fundusa
Fotografija fundusa (FF) je jednostavan, neinvazivan medicinski test lojim se snima fundus, očno dno ili unutrašnji zid oka. Ove fotografije omogućavaju očnom lekaru da izbliza pogleda nekoliko delova očnog dna oka koji su veoma važni za normalan vid. Metoda se zasniva na kolor fotografiji u zelenom svetlu ili na „red free“ fotografiji. Ona se kao i stereofotografija koriste za postavljanje dijagnoze kod masovnih skrininga oka, i time odvojili nalazi koji su normalni od onih koji su za češče praćenje ili oni kod kojih je indikovano lečenje.
Metoda FF zahtevaju iskustvo onoga ko očitava rezultate, jer su kao skrining metod, ove fotografije insuficijentne u otkrivanju blagog subkliničkog edema žute mrlja, gde je centralna debljina makule između 200—300μm. 
Osim u svrhu skrininga fundus fotografije služe i za objektivno praćenja pacijenata u dužem vremenskom periodu.

## Relevantna anatomija
Unutar zadnjeg dela oka, očnog dna ili fundusa nalazi se nekoliko ključnih struktura, koje se mogu snimiti FF a to su:
Mrežnjača (Retina)
Sloj ćelija koje detektuju svetlost (fotoreceptora), koji šalju signale vašem mozgu o svetlosti koju detektuju. Vaš mozak koristi te signale da izgradi pogled velike slike koju „vidite“.
Žuta mrlja (Macula)
Ovo je najosetljiviji deo mrežnjače. Sadrži fotoreceptore koji nam omogućavaju da vidimo boje i fine detalje.
Vidni nerv (Nervus opticus)
Ovo je kao kabl za prenos podataka koji povezuje mrežnjaču sa mozgom. Mnoga stanja oka mogu uticati na deo ovog nerva koji se vezuje za zadnji deo oka.
Sudovnjača (Chorioidea)
Ovaj sloj koji je odmah ispod mrežnjače i deo je sudovne opne (uvee), srednjeg sloja spoljašnjeg zida oka, koji je bogat krvnim sudovima koji snabdevaju mrežnjaču krvlju bogotu kiseonikom.

## Indikacije
Fotografija fundusa može biti deo rutinskog pregleda očiju, ili se može koristiti za dijagnostičke preglede očiju kada pacijent ima očne simptome ili promene vida. Ovim dijagnostičkim pregledom očiju traže se specifičniji znakove očnih bolesti ili stanja, koja uključuju:
- Bolesti mrežnjače poput retinopatije povezane sa dijabetesom ili hipertenzivne retinopatije.

- Povrede ili oštećenja mrežnjače, poput suza ili odvajanja.

- Specifične vrste promena na mrežnjači kao što su makularna degeneracija ili gubitak vida boja.

- Uveitis koji utiče na retinu ili horoid.

- Stanja optičkog nerva kao što su optička atrofija i oticanje optičkog diska (edem papile).

- Promene ili oštećenja mrežnjače i/ili optičkih nerava usled stanja kao što je glaukom.

- Uzroci slepih tačaka (skotoma) ili defekta vidnog polja.

- Tumori, uključujući rak oka kao što je retinoblastom i nekancerozne (benigne) izrasline.
- Infekcije unutrašnjeg oka poput toksoplazmoze.

## Spoljašnje veze
- Ophthalmic Photographers' Society
- "Fundus photography as a convenient tool to study microvascular response and cardiovascular risk factors"
- "An objective focusing method for fundus photography."

|  | Molimo Vas, obratite pažnju na važno upozorenje u vezi sa temama iz oblasti medicine (zdravlja). |